# اوله ارنست
اوله ارنست (انگلیسی: Ole Ernst; ۱۶ مهٔ ۱۹۴۰ – ۱ سپتامبر ۲۰۱۳) هنرپیشه اهل دانمارک بود.
از فیلم‌ها یا برنامه‌های تلویزیونی که وی در آن نقش داشته‌است می‌توان به اپیدمیک، اوکی، نخستین دایره و ترور اشاره کرد.